# Federación Internacional de Lechería
La Federación Internacional de Lechería, FIL (por sus siglas) o IDF (por sus siglas en inglés) es una federación compuesta por comités nacionales, que representan de la manera más amplia posible a las actividades lecheras de su país.

## Miembros
Actualmente está compuesta por 53 miembros:
| País                 | Organización                                                                   | Contacto |
| -------------------- | ------------------------------------------------------------------------------ | --- |
| Kenia                | ESADA                                                                          | Lang'at Kipkirui Arap (enlace roto disponible en Internet Archive; véase el historial, la primera versión y la última).      |
| Malaui               | ESADA                                                                          | Lang'at Kipkirui Arap (enlace roto disponible en Internet Archive; véase el historial, la primera versión y la última).      |
| Mauricio             | ESADA                                                                          | Lang'at Kipkirui Arap (enlace roto disponible en Internet Archive; véase el historial, la primera versión y la última).      |
| Ruanda               | ESADA                                                                          | Lang'at Kipkirui Arap (enlace roto disponible en Internet Archive; véase el historial, la primera versión y la última).      |
| Tanzania             | ESADA                                                                          | Lang'at Kipkirui Arap (enlace roto disponible en Internet Archive; véase el historial, la primera versión y la última).      |
| Uganda               | ESADA                                                                          | Lang'at Kipkirui Arap (enlace roto disponible en Internet Archive; véase el historial, la primera versión y la última).      |
| Zambia               | ESADA                                                                          | Lang'at Kipkirui Arap (enlace roto disponible en Internet Archive; véase el historial, la primera versión y la última).      |
| Armenia (am)         | FIL-IDF Armenia c/o «Ashtarak-Kat» CJSC                                        | Sargsyan Anush (enlace roto disponible en Internet Archive; véase el historial, la primera versión y la última).             |
| Austria (at)         | Österreichisches Nationalkomitee des IMV                                       | Költringer Johann (enlace roto disponible en Internet Archive; véase el historial, la primera versión y la última).          |
| Australia (au)       | FIL-IDF Australia c/o Dairy Australia                                          | Dornom Helen (enlace roto disponible en Internet Archive; véase el historial, la primera versión y la última).               |
| Bélgica (be)         | FIL-IDF Belgium - BCZ-CBL                                                      | D'hooghe Katrien (enlace roto disponible en Internet Archive; véase el historial, la primera versión y la última).           |
| Canadá (ca)          | FIL-IDF Canada c/o Dairy Division, Agriculture & Agri-Food Canada              | Doyle Pierre (enlace roto disponible en Internet Archive; véase el historial, la primera versión y la última).               |
| Suiza (ch)           | FIL-IDF Switzerland c/o Agroscope Liebefeld-Posieux                            | Schaellibaum Melchior (enlace roto disponible en Internet Archive; véase el historial, la primera versión y la última).      |
| China (cn)           | The Chinese National Committee of the IDF                                      | Yu Meiyan (enlace roto disponible en Internet Archive; véase el historial, la primera versión y la última).                  |
| Chipre (cy)          | FIL-IDF Cyprus c/o Cyprus Milk Industry Organisation                           | Georgiadou Katia (enlace roto disponible en Internet Archive; véase el historial, la primera versión y la última).           |
| República Checa (cz) | The Czech National Committee of IDF                                            | Obermaier Oldrich (enlace roto disponible en Internet Archive; véase el historial, la primera versión y la última).          |
| Alemania (de)        | FIL-IDF Germany c/o Verband der Deutschen Milchwirtschaft                      | Coldewey Ines (enlace roto disponible en Internet Archive; véase el historial, la primera versión y la última).              |
| Dinamarca (dk)       | FIL-IDF Denmark c/o Danish Dairy Board                                         | Bastholm Rasmussen Sanne (enlace roto disponible en Internet Archive; véase el historial, la primera versión y la última).   |
| España (es)          | FIL-IDF Spain c/o Comité Nacional Lechero                                      | Valentin-Gamazo Pedro (enlace roto disponible en Internet Archive; véase el historial, la primera versión y la última).      |
| Finlandia (fi)       | The Finnish National Committee of IDF - Dairy Nutrition Council                | Urho Ulla-Marja (enlace roto disponible en Internet Archive; véase el historial, la primera versión y la última).            |
| Francia (fr)         | FIL-IDF France / ALF / CNIEL                                                   | Burel Dominique (enlace roto disponible en Internet Archive; véase el historial, la primera versión y la última).            |
| Reino unido (uk)     | UK-IDF                                                                         | Wakeling Ian (enlace roto disponible en Internet Archive; véase el historial, la primera versión y la última).               |
| Grecia (gr)          | FIL-IDF Greece c/o TEI of Athens                                               | Kehagias Christos (enlace roto disponible en Internet Archive; véase el historial, la primera versión y la última).          |
| Croacia (hr)         | FIL-IDF Croatia c/o University of ZagrebDairy Department                       | Havranek Jasmina Lukac (enlace roto disponible en Internet Archive; véase el historial, la primera versión y la última).     |
| Hungría (hu)         | FIL-IDF Hungary c/o Hungarian Dairy Research Institute                         | Matócza Zsigmond (enlace roto disponible en Internet Archive; véase el historial, la primera versión y la última).           |
| Indonesia (id)       | FIL-IDF Indonesia c/o P.T. Embrio Biotekindo                                   | Winarno F.G. (enlace roto disponible en Internet Archive; véase el historial, la primera versión y la última).               |
| Irlanda (ie)         | FIL-IDF Ireland c/o Food Research Centre                                       | Kelly Phil (enlace roto disponible en Internet Archive; véase el historial, la primera versión y la última).                 |
| Israel (il)          | National Committee of IDF in Israel                                            | Paikowsky Zeev (enlace roto disponible en Internet Archive; véase el historial, la primera versión y la última).             |
| India (in)           | National Dairy Development Board                                               | Tikku Deepak (enlace roto disponible en Internet Archive; véase el historial, la primera versión y la última).               |
| Irán (ir)            | FIL-IDF Iran c/o Iran Dairy Industries Co.                                     | Yazdanpanah Mohammad Reza (enlace roto disponible en Internet Archive; véase el historial, la primera versión y la última).  |
| Islandia (is)        | FIL-IDF Iceland c/o Icelandic Dairies Association                              | Brynjolfsson Bjarni Ragnar (enlace roto disponible en Internet Archive; véase el historial, la primera versión y la última). |
| Italia (it)          | Comitato Italiano della FIL-IDF                                                | Forino Massimo (enlace roto disponible en Internet Archive; véase el historial, la primera versión y la última).             |
| Japón (jp)           | Japan Dairy Technical Association                                              | Hosono Akiyoshi (enlace roto disponible en Internet Archive; véase el historial, la primera versión y la última).            |
| Corea (kr)           | Korea Dairy Committee                                                          | Son Byung Gab (enlace roto disponible en Internet Archive; véase el historial, la primera versión y la última).              |
| Kuwait (kw)          | FIL-IDF Kuwait c/o Kuwaiti Danish Dairy Company Ltd                            | Kjaerbye Henrik (enlace roto disponible en Internet Archive; véase el historial, la primera versión y la última).            |
| Kazajistán (kz)      | Dairy Union of Republic of Kazakhstan                                          | Kuzlyakin Alexander K. (enlace roto disponible en Internet Archive; véase el historial, la primera versión y la última).     |
| Luxemburgo (lu)      | FIL-IDF Luxembourg c/o Administration des Services Techniques de l'Agriculture | Theves Honoré (enlace roto disponible en Internet Archive; véase el historial, la primera versión y la última).              |
| Letonia (lv)         | FIL-IDF Latvia c/o Latvian Dairy Committee                                     | Klavkalne Sanita (enlace roto disponible en Internet Archive; véase el historial, la primera versión y la última).           |
| Mongolia (mn)        | Ministry of Food and Agriculture                                               | Tsetsgee Ser-Od (enlace roto disponible en Internet Archive; véase el historial, la primera versión y la última).            |
| México (mx)          | FIL-IDF México                                                                 | Villicaña Jose Luis (enlace roto disponible en Internet Archive; véase el historial, la primera versión y la última).        |
| Países Bajos (nl)    | Nederlands Nationaal Comité van de IDF                                         | Krijger Adriaan (enlace roto disponible en Internet Archive; véase el historial, la primera versión y la última).            |
| Noruega (no)         | FIL-IDF Norway c/o Tine R&D Center                                             | Homleid Jens Petter (enlace roto disponible en Internet Archive; véase el historial, la primera versión y la última).        |
| Nueva Zelanda (nz)   | FIL-IDF New Zealand c/o Fonterra Research Centre                               | Evers Jaap (enlace roto disponible en Internet Archive; véase el historial, la primera versión y la última).                 |
| Filipinas (ph)       | National Dairy Authority - Department of Agriculture                           | Platero Judith A. (enlace roto disponible en Internet Archive; véase el historial, la primera versión y la última).          |
| Polonia (pl)         | FIL-IDF Poland c/o University of Warmia and Mazury in Olsztyn                  | Pietrykowska Wanda (enlace roto disponible en Internet Archive; véase el historial, la primera versión y la última).         |
| Portugal (pt)        | Comité Nacional do Leite Portugal (FIL-IDF)                                    | Queimada Antonieta (enlace roto disponible en Internet Archive; véase el historial, la primera versión y la última).         |
| Rusia (ru)           | FIL-IDF Russia c/o Russian Dairy Union                                         | Abdullaeva Larisa (enlace roto disponible en Internet Archive; véase el historial, la primera versión y la última).          |
| Suecia (se)          | FIL-IDF Sweden c/o Swedish Dairy Association                                   | Lindmark Månsson Helena (enlace roto disponible en Internet Archive; véase el historial, la primera versión y la última).    |
| Eslovenia (si)       | FIL-IDF Slovenia c/o Ministry of Agriculture, Forestry and Food                | Frantar Jana (enlace roto disponible en Internet Archive; véase el historial, la primera versión y la última).               |
| Eslovaquia (sk)      | FIL-IDF Slovakia c/o Slovak Dairy Association                                  | Nouzovska Zuzana (enlace roto disponible en Internet Archive; véase el historial, la primera versión y la última).           |
| Ucrania (ua)         | FIL-IDF Ukraine c/o Ukrainian Dairy Committee                                  | Chagarovsky Alexander (enlace roto disponible en Internet Archive; véase el historial, la primera versión y la última).      |
| Estados Unidos (us)  | FIL-IDF USA                                                                    | Wendorf-Boyke Deb (enlace roto disponible en Internet Archive; véase el historial, la primera versión y la última).          |
| Sudáfrica (sa)       | South African National Committee of IDF                                        | Roux Edu (enlace roto disponible en Internet Archive; véase el historial, la primera versión y la última).                   |

## Normas
| Norma | Nombre o descripción | Reemplazado por              | Equivalente ISO |
| --- | --- | ---------------------------- | --------------- |
| FIL 073B:1998 (enlace roto disponible en Internet Archive; véase el historial, la primera versión y la última). | Milk & milk products - Enumeration of coliforms | ISO 4831:2006, ISO 4832:2006 |                 |
| FIL 171:2007 (enlace roto disponible en Internet Archive; véase el historial, la primera versión y la última).  | Milk and milk powder - Determination of aflatoxin M1 content - Clean-up by immunoaffinity chromatography and determination by high-performance liquid |                              | ISO 14501       |